# Museu Arqueològic de Dénia
El Museu Arqueològic de la ciutat de Dénia (Marina Alta) condueix per la història de la ciutat, des dels inicis de la seua aventura urbana, s. II aC, fins al segle xviii. Aquest recorregut es realitza a través d'una selecció de les troballes fetes a la ciutat i el seu terme més panells informatius.
El museu s'allotja en l'antic Palau del Governador, únics vestigis del complex palatí de l'interior del recinte superior del castell de Dénia. Edifici molt malmés durant la guerra de Successió, fou restaurat el 1984.
L'origen del museu està en la necessitat de l'Ajuntament de la ciutat de disposar un espai d'exposició a la Torre del Consell del mateix castell, creant-se el museu l'any 1957, consolidant un fons propi i restaurant les parts del castell on s'exposarien les peces.
L'any 1982 s'inicià la catalogació i inventari dels fons del Museu. Un any després es realitza el projecte museogràfic, fent-se realitat el 1987.
L'espai expositiu s'estructura cronològicament en quatre sales:

## Sala I, Període iber
S'exposen ceràmica de procedència grega (un fragment d'àtica de figures roges trobat al castell i dues pàteres àtiques de la Cova Fosca d'Ondara, s. IV aC). També, relacionades amb l'activitat del poblat de l'Alt de Benimaquia, s'exposen monedes gregues de Sicília i Massàlia, a més del tresor de la Lluca de Xàbia.
De cronologia posterior, amb una romanització incipient, és la ceràmica negra de vernís negre (d'origen a la Campània), fonts i pàteres de vernís roig intern pompeià, ceràmiques de cuina, i àmfores (que mostren la importació de vins itàlics).

## Sala II, Període romà
D'aquest període destaquen peces com el sepulcre de Severina, el bronze de Neptú, el cap de Palas Atenea, i un conjunt d'inscripcions provinents del fòrum de la ciutat. De l'Alt Imperi existeix un fragment de figura togada, vasos de terra sigillata, cresols, vaixella de cuina africana, una ampolla i ungüentari de vidre, peces de ceràmica comuna, i un balsamari amb la forma del déu Mercuri (s.III dC).
Del jaciment de l'Almadrava s'exposen ceràmiques i materials de construcció, i algunes àmfores originàries d'aquesta factoria. Del Baix Imperi destaquen peces de vaixella africana, cresols, més àmfores i ceràmica comuna. La majoria de les àmfores són de procedència subaquàtica.

## Sala III, Període musulmà

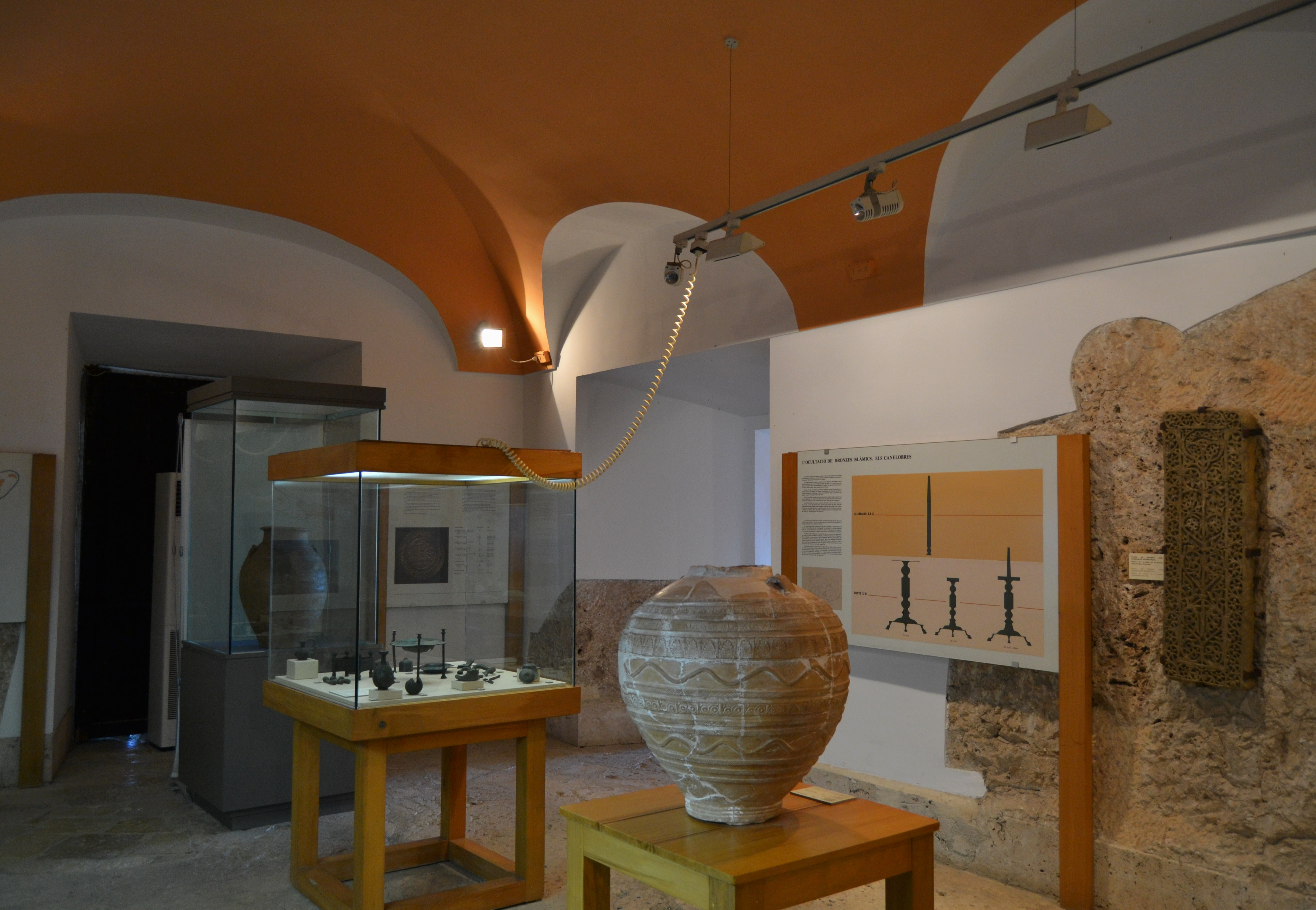
Sala del període musulmà.

En aquest temps, Daniyya és una ciutat puixant i forta comercialment, que produeix gran varietat de ceràmiques i encunya moneda pròpia des del segle xi fins a l'època almohade. Però les peces més importants, i que confirma les relacions amb l'Orient, són les procedents de l'"ocultació de Bronzes Islàmics"'. Aquestos estan formats per un variat aixovar de bronze d'origen egipci, persa i en menor mesura andalusins. la seua cronologia va des del segle X fins al xiii. Hi ha canelobres de peanya, làmpares, brasers, encensers, peveters, pitxerets, aiguamans, mescladors de tints, bols, sitres, esenciers, etc.

## Sala IV, Període cristià
Quan Jaume I conquereix la ciutat (1238-1242), comença l'inici del canvi d'un urbanisme islàmic cap a un de cristià gòtic. El 1308, Jaume el Just funda la Vila de Dénia a l'interior de l'antic Albacar islàmic de l'Alcassaba de Daniyya. Excavacions recents han tret a la llum vestigis d'habitatges, esteles funeràries i vestigis de l'església. Dels segles XIV i XV es conserven ceràmiques verdes i morades de Paterna, l'important Tresor de les Rotes (amb encunyacions dels monarques Jaume I i II, de billó, i de Lluís IV de França, d'argent).
Durant l'auge del Marquesat de Dénia, s.XVI i XVII, hi ha peces com la creu gòtica (en realitat del segle xvii, procedent del la Plaça del Convent). La destrucció de la Vila en la Guerra de Successió (1708) ha proporcionat nombroses troballes arqueològiques, com ceràmiques de pisa daurada de Manises, i vidres i ceràmiques comunes i altres d'importació (de Montelupo i la Ligúria i de Mallorca).